# Никитченко, Иван Николаевич
Иван Николаевич Никитченко (10 января 1939, деревня Гарицы, Орловская область — 20 ноября 2010, Молодечно) — белорусский учёный в области селекции животных. Член-корреспондент Национальной академии наук Беларуси (1986), доктор сельскохозяйственных наук (1979), профессор (1981).

## Биография
Окончил Витебский ветеринарный институт (1960). С 1968 научный сотрудник, заведующий сектором, руководитель селекционного центра Белорусского НИИ животноводства. Лауреат государственной премии СССР (1982). С 1986 года заместитель председателя Госагропрома БССР, с 1991 — генеральный директор НИИ «Агронаука». С 1993 года — вице-президент Национального центра стратегических исследований. Депутат Верховного Совета БССР (1985—1990).
19 ноября 2010 году в 14:45 на собственном авто столкнулся с грузовиком «ЗИЛ», который принадлежит РУП «Ремонтно-строительный трест» Управления делами президента Беларуси. Ученого доставили в больницу города Молодечно, где он умер в 2 часа ночи на 20 ноября. Похоронен на Северном кладбище в Минске.

## Общественно-политическая деятельность
Член партии БНФ. В первой половине 1990-х входил в состав теневого кабинета оппозиции БНФ в Верховном Совете XII созыва.
Долгое время возглавлял оргкомитеты по проведению «Чернобыльского шляха». Критиковал планы строительства в Беларуси атомной электростанции.
Во время президентской избирательной кампании 2010 вошел в число доверенных лиц кандидата в президенты от партии «Белорусская христианская демократия» Виталия Рымашевского. Этот шаг объяснял тем, что именно В. Рымашевский отдает наибольшее внимание вопросам преодоления последствий чернобыльской аварии.

## Научная деятельность
Исследовал генетико-математические методы анализа селекционной работы и автоматизированных систем управления в племенного животноводства. Разработал прогнозные индексы обмена веществ, методы прогнозирования продуктивности и генетической предрасположенности животных к заболеваниям и стрессам.
Имел более 280 научных работ, в том числе 6 монографий, 5 изобретений.
Основные работы:
- Системы ведения сельского хозяйства Белорусской ССР. Мн.: Урожай, 1986 (в соавт.).
- Гетерозис в свиноводстве. Л..: Агропромиздат, 1987.
- Адаптация, стрессы и продуктивность сельскохозяйственных животных. Мн.: Урожай, 1988 (в соавт.).
- Энциклопедия сельского хозяина. Мн.: БелЭн, 1994.
- Чернобыль: как это было. Мн., 1999.